# Joseph Vũ Công Viện
Joseph Vũ Công Viện (ur. 23 marca 1973 w Tan Do) – wietnamski duchowny rzymskokatolicki, biskup pomocniczy Hanoi od 2024.

## Życiorys

### Prezbiterat
Święcenia kapłańskie otrzymał 20 grudnia 2007 i został inkardynowany do archidiecezji Hanoi. Pracował głównie jako duszpasterz parafialny. W 2014 został jednocześnie wikariuszem sądowym.

### Episkopat
26 października 2024 papież Franciszek mianował go biskupem pomocniczym archidiecezji Hanoi, ze stolicą tytularną Zama Major. Sakry udzielił mu 28 listopada 2024 metropolita Hanoi, arcybiskup Joseph Vũ Văn Thiên, któremu asystowali biskup Hưng Hóa Đaminh Hoăng Minh Tiến i biskup Ban Mê Thuột John Baptist Nguyễn Huy Bắc